# Kevin McClain
Kevin Michael McClain (Jennings, 21 ottobre 1996) è un cestista statunitense con cittadinanza tedesca.